# 佐竹義倫
佐竹 義倫（さたけ よしとも）は、佐竹氏一門の佐竹北家第17代当主。佐竹北家角館第10代所預。

## 生涯
弘化5年（1848年）、佐竹東家の当主佐竹義祚の次男として生まれる。幼名は輝吉、虎菊、通称は主計。
嘉永5年（1852年）、佐竹北家当主の佐竹義許が早世したため、その遺跡を相続する。実父の義祚は幼少の藩主佐竹義睦に代わり、藩政を主導していた。しかし、安政4年（1857年）、政争に敗れ蟄居を命じられて、隠居した。万延元年（1860年）8月4日、義倫は13歳で早世した。
佐竹北家の家督は文久2年（1862年）に藩主佐竹義堯の命で、江戸幕府旗本根来盛実（相馬樹胤の三男）の次男竹之助が相続した。